# Жибек-Жоли (Байзацький район)
Жибе́к-Жоли́ (каз. Жібек жолы) — село у складі Байзацького району Жамбильської області Казахстану. Входить до складу Жанатурмиського сільського округу.
У радянські часи село називалося Підсобне хозяйство сахарного заводу.
Населення — 469 осіб (2021; 329 у 2009, 305 у 1999, 111 у 1989).